# Тинаму великий
Тинаму великий (Tinamus major) — вид птахів родини тинамових (Tinamidae).

## Поширення
Вид поширений в Центральній і Південній Америці. Живе у субтропічних та тропічних лісах, таких як тропічні вологі ліси, низинні вічнозелені ліси, узлісся річок, болотний ліс та хмарний ліс на висотах від 300 до 1500 м над рівнем моря.

## Опис
Птах завдовжки до 44 см і вагою 1,1 кг. За розмірами та формою схожий на маленьку індичку. Колір оперення варіює від світлого до темно-оливково-зеленого з білими горлом і черевом, чорними перетинчастими фалангами і коричневим підхвістям. Верхівка голови і шия руді, потиличний гребінець і брови чорні. Ноги синьо-сірого кольору.

## Підвиди
Таксон включає 12 підвидів:
- T. m. percautus (Van Tyne, 1935) — на південному сході Мексики (півострів Юкатан), Белізі та департаменті Петен у Гватемалі.
- T. m. robustus (Sclater & Salvin,1868) — на південному сході Мексики, у Гватемалі та на півночі Нікарагуа.
- T. m. fuscipennis (Salvador, 1895) — на півночі Нікарагуа, в Коста-Риці та на заході Панами.
- T. m. castaneiceps (Salvadori, 1895) — на південному заході Коста-Рики та західній Панамі.
- T. m. brunniventris (Aldrich, 1937) — на півдні центральної Панами.
- T. m. saturatus (Griscom, 1929) — на сході Панами та на північному заході Колумбії.
- T. m. latifrons (Salvadori, 1895) — на південному заході Колумбії та західному Еквадорі.
- T. m. zuliensis (Osgood & Conover, 1929) — на північному сході Колумбії та на північному заході Венесуели.
- T. m. major (Gmelin, 1789) — у східній Венесуелі, Гаяні, Суринамі, Французькій Гвіані та на північному сході Бразилії.
- T. m. olivascens (Conover, 1937) — в бразильській Амазонії.
- T. m. peruvianus (Bonaparte, 1856) — на південному сході Колумбії, на сході Еквадору, у східній Болівії, на заході Бразилії та на сході Перу.
- T. m. serratus (Spix, 1825) — на крайньому півдні Венесуели та на північному заході Бразилії.